# Александров, Сергей Иванович
Серге́й Ива́нович Алекса́ндров (1910 — 1946, Ленинград) — советский футболист, полузащитник.
Воспитанник ленинградского футбола. В 1938 году сыграл три матча в чемпионате СССР в составе «Динамо» Ленинград. Скончался в Ленинграде предположительно в 1946 году.